# José María Calviño Iglesias
José María Calviño Iglesias   (Lalín, 28 d'octubre de 1943) és un advocat espanyol.

## Biografia
Doctor en Dret, va exercir l'advocacia en els Il·lustres Col·legis de Madrid, La Corunya, València i Huelva. La seva activitat laboral el portà a prendre contacte amb els mitjans de comunicació i ha estat vinculat a TVE des de 1970. Més endavant, li correspongué representar Radiotelevisió Espanyola en la comissió jurídica de la Unió Europea de Radiodifusió. Paral·lelament fou designat membre del Subcomitè de Mitjans de Comunicació del Consell d'Europa.
El 1980 les Corts Generals el designaren, a proposta del grup socialista, vocal del Consell d'Administració de RTVE i després de la victòria del Partit Socialista Obrer Espanyol a les eleccions generals de 1982, el primer Govern de Felipe González el nomenà director de RTVE.

### Director general de RTVE
El seu mandat al capdavant de la ràdio i televisió públiques a Espanya es va perllongar fins a 1986 i no va estar exempt de crítiques, polèmiques i acusacions de manipulació partidista.
Era totalment contrari a la creació de TV3. El seu model de televisió per a Catalunya era complementaria y antropológica, i esperava que no es fundés fins "al cap de molts anys".
Va pretendre renovar per complet la imatge i esperit de la televisió a Espanya. D'aquesta època daten programes innovadors i avantguardistes com ara La bola de cristal, Si yo fuera presidente o La edad de oro que aspiraven a la implantació d'un model de TV pública de qualitat. Això, però, no va impedir que els horaris privilegiats els ocupessin sèries nord-americanes com Dinastia o Falcon Crest.
Quant a la seva política informativa, va nomenar José Luis Balbín com a Cap dels Serveis Informatius. No obstant això, posteriors desavinences entre tots dos van provocar la seva destitució i la retirada del programa La Clave. Va ser substituït primer per Enrique Vázquez i després per Enric Sopena.
Durant el mandat de Calviño, també es van destituir altres rostres clàssics de la informació a TVE, com Paloma Gómez Borrero. Alhora, va incorporar a una nova generació de periodistes, abanderada per Paco Lobatón, Concha García Campoy i Ángeles Caso, que van renovar la imatge dels Telediarios.
Després de les eleccions de 1986, Calviño va ser rellevat en el seu lloc per Pilar Miró. Amb posterioritat s'ha dedicat a l'exercici de l'advocacia, a més d'impulsar un intent de TV per satèl·lit (Canal 10) i participà el 1995 en tertúlies polítiques de RNE.

### Vida personal
La seva filla és Nadia Calviño, ex-ministra d'Economia i Empresa del Govern d'Espanya.